# Manhumirim (ort)
Manhumirim är en ort i Brasilien.   Den ligger i kommunen Manhumirim och delstaten Minas Gerais, i den sydöstra delen av landet, 800 km sydost om huvudstaden Brasília. Manhumirim ligger 603 meter över havet och antalet invånare är 15 544.
Terrängen runt Manhumirim är huvudsakligen kuperad, men den allra närmaste omgivningen är platt. Manhumirim ligger nere i en dal. Närmaste större samhälle är Manhuaçu, 13,6 km nordväst om Manhumirim.
Omgivningarna runt Manhumirim är huvudsakligen savann. Runt Manhumirim är det ganska tätbefolkat, med 60 invånare per kvadratkilometer.